# 戴維德·帕斯卡羅

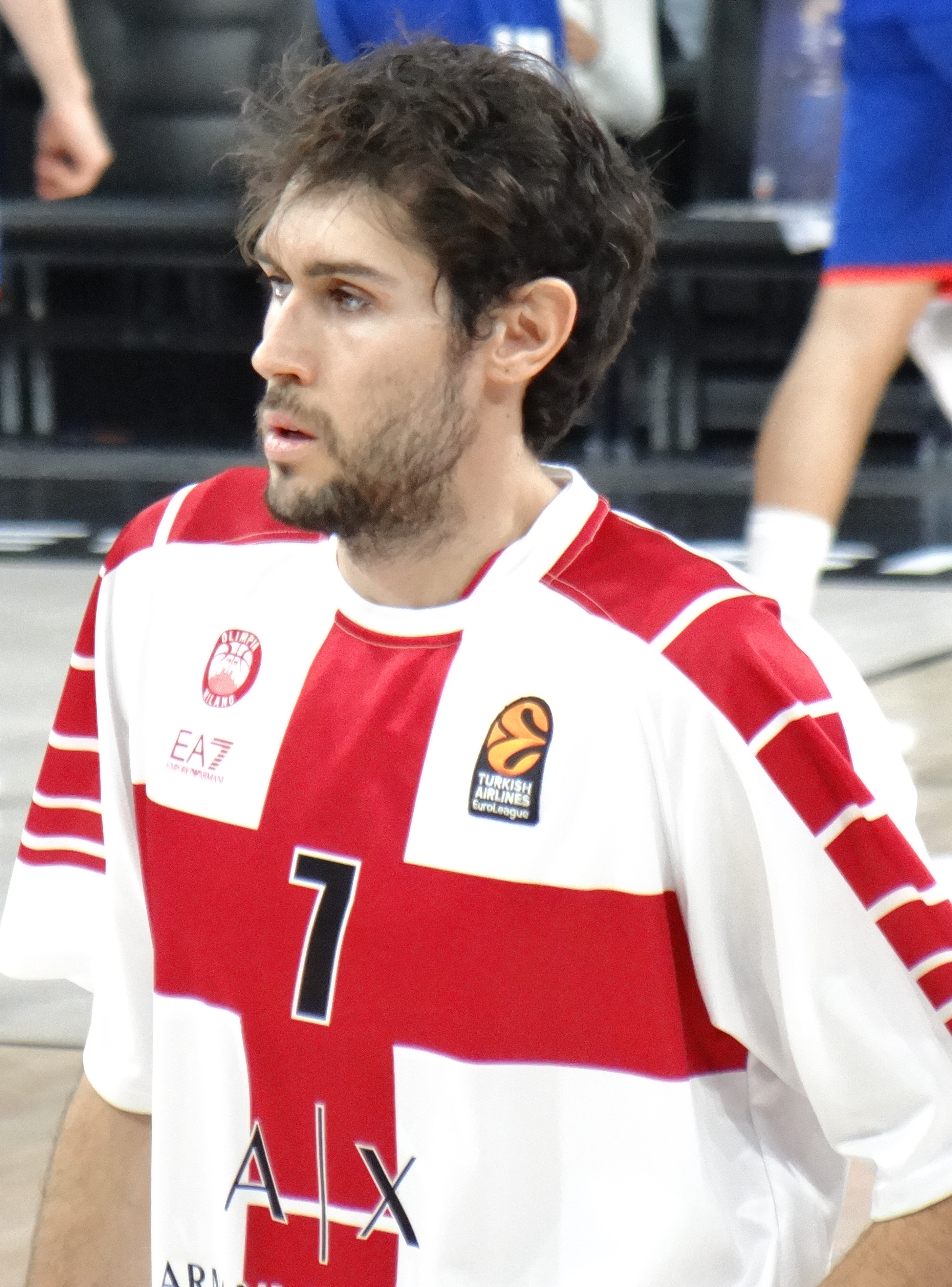

戴維德·帕斯卡羅（義大利語：Davide Pascolo，1990年12月14日—），意大利籃球運動員，現在效力於意大利籃球聯賽球隊阿奎拉籃球俱樂部。他也代表意大利國家籃球隊參賽。